# Johann Jakob Rieger

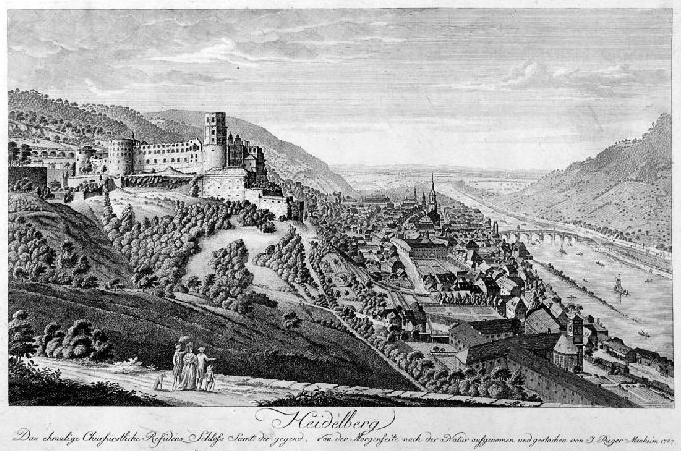
Heidelberg, signierter Stich, 1787

Johann Jakob Rieger (* 1754 in Meckenheim; † 1811 in Mannheim) war ein Pfälzer Maler, Zeichner und Grafiker.

## Biografie
Rieger wurde im kurpfälzischen Meckenheim geboren und besuchte die Mannheimer Zeichnungsakademie, wo er ein Schüler von Ferdinand Kobell war.

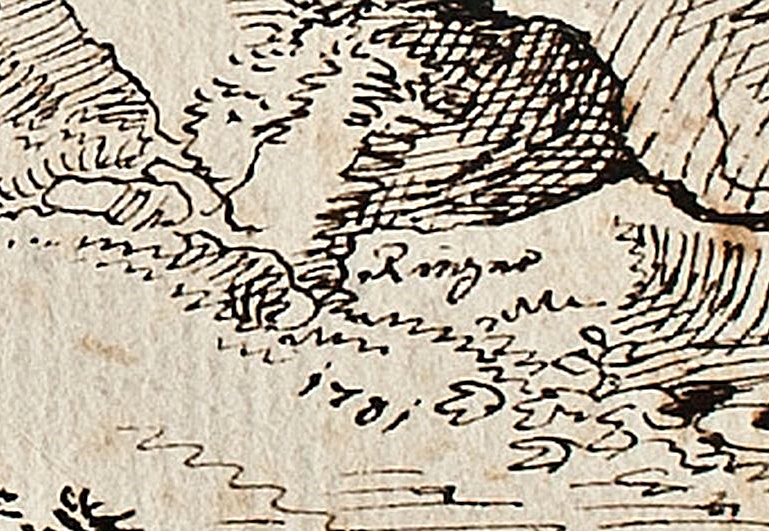
Signatur, 1781

Der Künstler siedelte sich in Mannheim an. Dort malte, zeichnete und stach er hauptsächlich Landschaftsbilder, oft nach Motiven seiner näheren Heimat. Ein besonders interessantes Stück ist sein Panoramastich der Aussicht von der Mannheimer Sternwarte aus.
Johann Jakob Rieger unterrichtete schließlich selbst als Lehrer an der Zeichnungsakademie Mannheim, wo beispielsweise Carl Kuntz einer seiner Schüler war. Auch der Architekt Jacob Friedrich Dyckerhoff (1774–1845) erlernte bei Rieger das Zeichnen.
Rieger starb 1811 in Mannheim. In seinem Heimatort Meckenheim ist eine Straße nach ihm benannt.
In dem 1824 erschienenen Buch Historisch-topographisch-statistische Beschreibung von Mannheim und seiner Umgebung heißt es über Johann Jakob Rieger:

„…dem größeren Publikum durch seine radierte Blätter, pfälzische Gegenden vorstellend, bekannt, die von den Auswandern hundertweis mit nach Amerika und Rußland genommen wurden, um die theure Heimat weit über dem Meer und auf den unbebauten Feldern des Nordens ins Gedächtnis zurückrufen zu können, die vielleicht dereinst ebenso gesucht werden, wie Merians Kupferstiche.“

## Galerie von Bildern des Malers

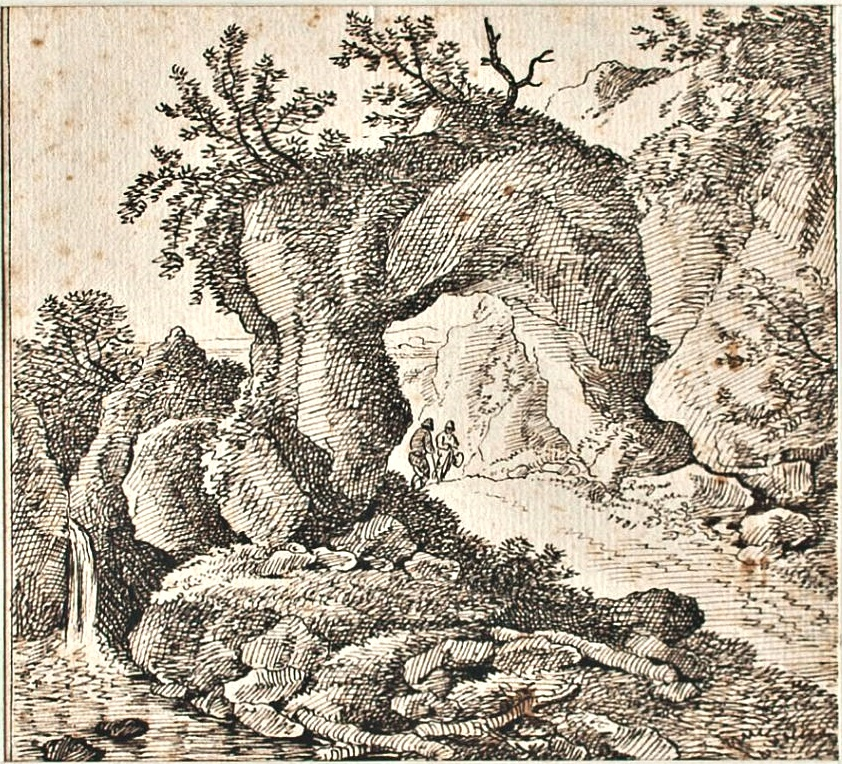
Felsentor mit Wanderern, 1781
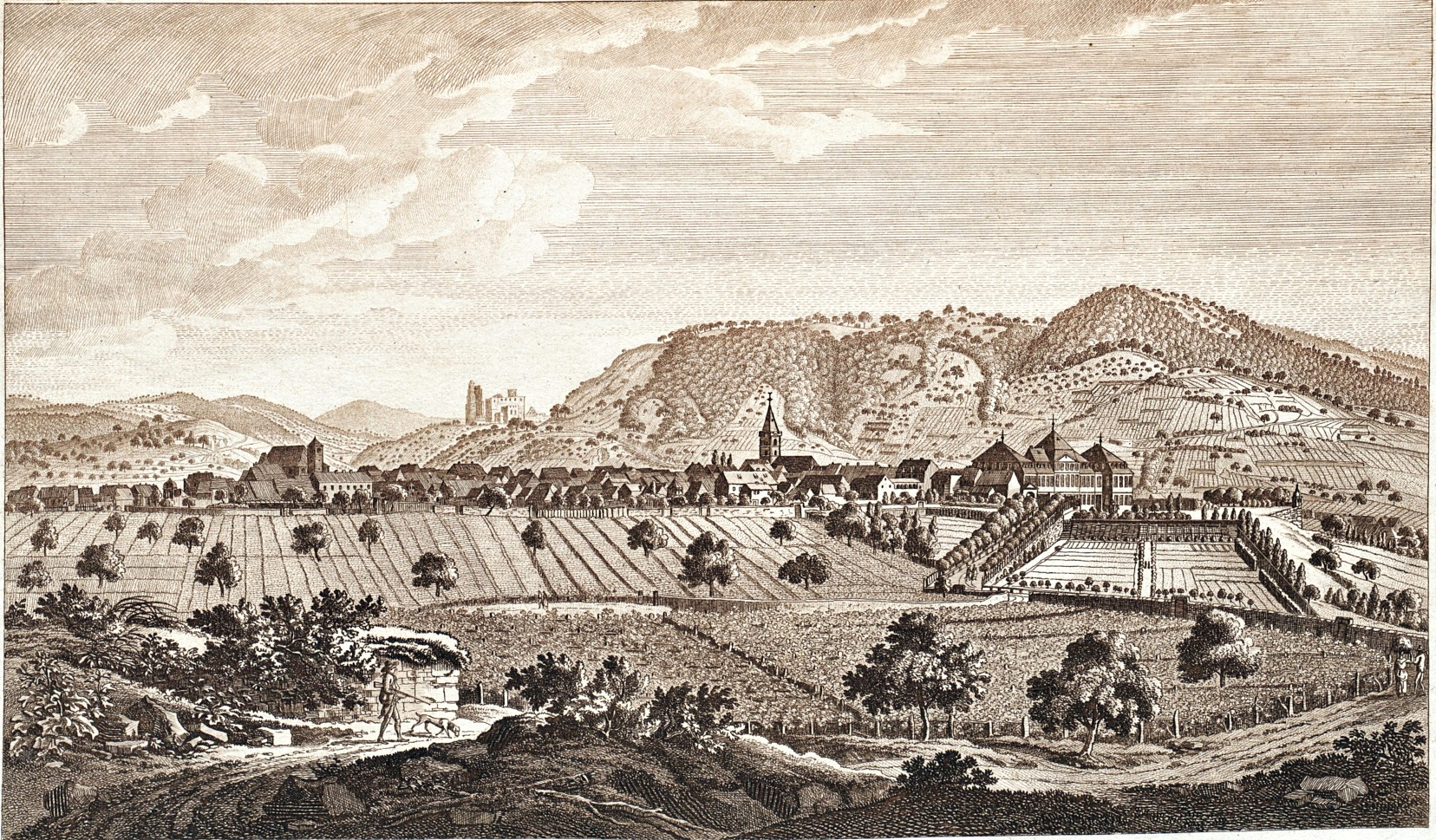
Bad Dürkheim, 1787
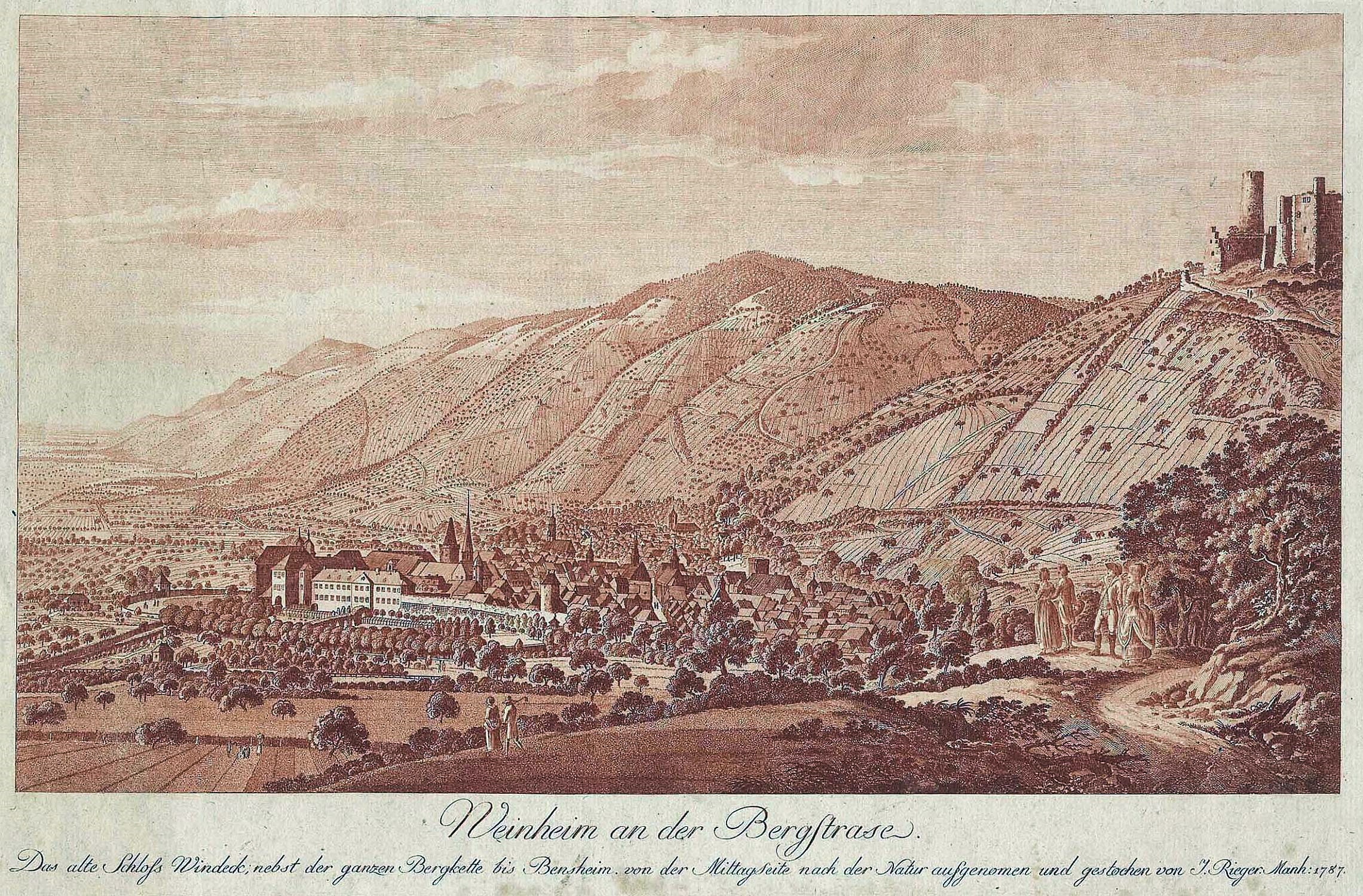
Weinheim an der Bergstraße, 1787
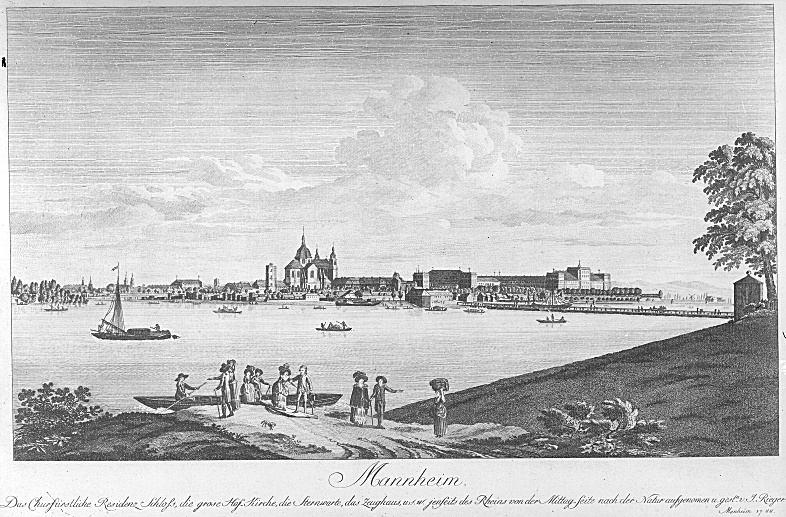
Mannheim, signierter Stich, 1788
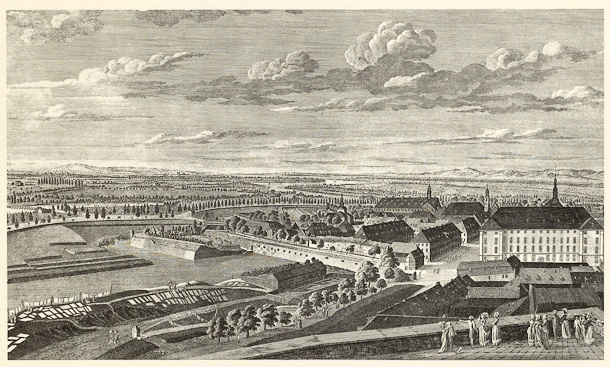
Panorama von der Sternwarte Mannheim aus, 1790
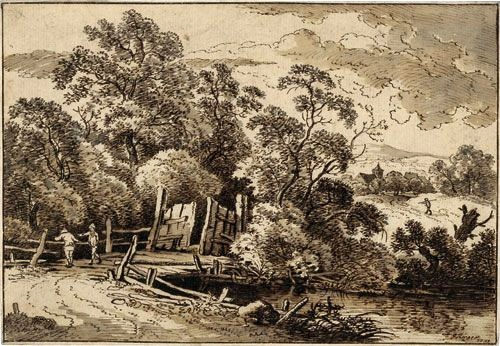
Landschaft mit Brücke und Personen, Radierung